# 约翰·罗杰斯 (冰球运动员)
约翰·罗杰斯（英語：John Rogers，1910年8月22日—？），英国男子冰球运动员，场上位置是后卫。他曾代表英国国家队参加1928年冬季奥林匹克运动会冰球比赛，获得第4名。